# Dwayne Evans
Dwayne Evans (Bolingbrook, Illinois, 24 de enero de 1992) es un jugador de baloncesto estadounidense que pertenece a la plantilla del Hiroshima Dragonflies de la B.League japonesa. Con 2,01 metros de estatura, juega en la posición de ala-pívot.

## Trayectoria deportiva
Jugó durante cuatro temporadas con los Saint Louis Billikens y tras no ser drafteado en 2015, comenzaría su carrera profesional en Alemania en las filas de los Gladiators Trier de la segunda división.
En la temporada 2016-17, juega durante la temporada regular en las filas del Gießen 46ers de la Basketball Bundesliga, la primera categoría del baloncesto alemán. 
El 31 de mayo de 2017, el jugador firma por el MHP RIESEN Ludwigsburg, para jugar los play-off.
En verano de 2020, se marca a Japón donde jugaría dos temporadas en las filas del Ryukyu Golden Kings de la B.League japonesa.
El 10 de junio de 2022, firma por el Hiroshima Dragonflies de la B.League japonesa.